# Maximilian Oker-Blom

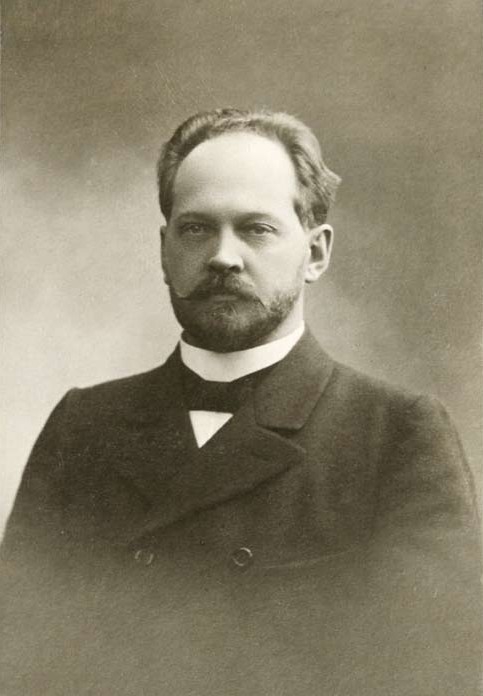
Max Oker-Blom, Finlands Läkarförbunds första ordförande.

Maximilian (Max) Ernst Gustaf Oker-Blom, född 5 maj 1863 i Helsingfors, död 1917, var en finländsk läkare och professor i hygien. Han var en föregångare i början på 1900-talet med att skriva upplysningsskrifer i sexualhygien och intresserade sig allmänt för samhälleliga hygienfrågor. Han introducerade mellaneuropeisk skolhälsovård i Finland och utnämndes 1905 till den första skolläkaren i Helsingfors. År 1910 valdes han till ordförande i det nygrundade Finlands läkarförbund. Han var son till generalen och senatorn Christian Theodor Oker-Blom.

## Karriär
Max Oker-Blom arbetade i början av sin yrkesbana i Villmanstrand som stads-, fängelse-, fabriks- och badanstaltsläkare. År 1898 doktorerade han med avhandlingen Experimentelle Untersuchungen über das unter einwirkung des konstanten elektrischen Stromes stattfindende Eindringen von medikamentösen Stoffen in den Thierkörper. Max Oker-Blom fortsatte därefter att vid sidan om läkararbetet bedriva forskning i sitt laboratorium i Willmanstrand.
1901 tilldelades Max Oker-Blom en docentur i fysiologi vid Helsingfors universitet och kom in i en större forskarkrets. En anledning till att Max Oker-Blom fick docenturen var att han strax innan hade belönats med ett pris av Die Physikalisch-Oekonomische Gesellschaft i Königsberg, vars universitet hade anrika traditioner i fråga om fysiologisk forskning. I Willmanstrand hade Max Oker-Blom börjat skriva en serie artiklar inom fysikalisk kemi och det var för den fjärde artikeln som han tilldelades priset. Han fortsatte sin artikelserie efter att han hade flyttat till Helsingfors och sammanlagt blev det tio artiklar om djurs vätskor och vävnader i fysikalisk-kemiska förhållanden.
Behovet av att söka nya utkomstmöjligheter då tillräckligt med patienter inte hittade till Max Oker-Bloms läkarpraktik i Helsingfors ledde till att han publicerade sin första populärvetenskapliga bok, samt började hålla föredrag om själslig hälsa och uppfostran. Han kom således in på banan att skriva små upplysningsskrifter i sexualhygien, avsedda för pojkar och flickor i olika åldrar, samt deras föräldrar och uppfostrare. Mest känd blev boken Hos Morbror Doktorn på landet som översattes till tio språk och utkom i 18 upplagor.
Samtidigt som Max Oker-Blom gav sig i kast med folkupplysningsarbetet började han också vetenskapligt orientera sig mot hygienisk forskning och vetenskap. Han utnämndes 1903 till assistent vid hygieniska laboratoriet och två år senare utsågs han till läkare för Helsingfors stads folkskolor. Kopplingen till universitetet behöll han genom sin docentur i fysiologi, som på hans egen förfrågan 1909 ändrades till en docentur i hygien. År 1914 utsågs han till professor i hygien.

## Hygien och samhälle
Max Oker-Bloms bestämda åsikt var att läkaryrket var ett kall, hans egen verksamhet byggde på en övergripande samhällssyn. Hans ideal och åsikter härstammade förutom från de erfarenheter han skaffat sig i yrkeslivet också från en fennomansk-nationalistisk hemmiljö i kombination med en allmän internationell ny uppmärksamhet för frågor med anknytning till hygien.
Läkarens etiska ansvar var något Max Oker-Blom hade varit mycket medveten om i sin egen praktiska verksamhet som läkare. Han återkom till frågeställningen 1911 i en lärobok i läkarens etik. Ur ett samhälleligt perspektiv var individens hälsa avgörande för hela folkets utveckling och tillstånd. Max Oker-Bloms utgångspunkt var samhällskroppens välmåga, och enligt honom skulle läkarna ta i beaktande samhällskroppens intressen då de gjorde etiska beslut i individuella fall. Han ansåg att man som stöd i dessa frågor inte kunde utgå från varken en "evolutionistisk", utilitaristisk eller teologisk syvinkel. Läkaren hade endast att lita till sitt eget förnuft.
I överensstämmelse med den fennomanska ideologin representerade familjen för Max Oker-Blom den grundenhet som samhället vilade på. Därför var det viktigt att stärka och skydda denna enhet. Kvinnan var familjens grundpelare och hennes främsta uppgift var att ta hand om sin familj. På hygienisk nivå tjänade Max Oker-Bloms skrifter i sexualupplysning att öka kännedomen om sexuellt överförbara sjukdomar, samtidigt som de på samhällsideologiskt plan uppmärksammade det utomäktenskapliga umgängets faror för familjeenheten. Upplysningsverksamheten gjorde människorna mera medvetna om sin egen och andras sexualitet, vilket var till nytta i fråga om att välja livspartner och i det äktenskapliga livet. På så sätt var befolkningen inte endast hänvisad till sina egna drifter och känslor, okunskap och fördomar.
I Europa hade frågor om hygien slagit igenom med stor kraft i slutet av 1800-talet. Fenomenet begränsade sig inte endast till sjukhus- och vårdmiljöer. Kampen mot epidemier och främjandet av folkhälsan hade inverkan på hela samhället. Hygienaspekten började tas i beaktande i fråga om avlopps- och avfallshantering, i byggplanering och i folkupplysningen. Vid sidan av sina populärvetenskapliga upplysningsskrifter utvecklade Max Oker-Blom i egenskap av läkare för Helsingfors folkskolor den hygieniska miljön i skolorna och bland eleverna. Han satt också åren 1896-1901 som medlem i Willmanstrands stadsfullmäktige och 1904-1906 i Helsingfors stadsfullmäktige. Han undervisade i flera år studerande vid Tekniska högskolan i Helsingfors i hygien. 

## Finlands läkarförbund
Språkstriden hade medfört att det förekom två skilda läkarsällskap i Finland, det svenskspråkiga Finska läkaresällskapet och det finskspråkiga Duodecim. Max Oker-Blom var medlem i båda och representerade på sätt och vis båda språkgrupperna. (Han hade fått sin utbildning på svenska, som också talades i hans barndomshem även om hans föräldrar var anhängare till den fennomanska ideologin.) Då det blev tal om att bilda ett gemensamt förbund med uppgift att tillvarata läkarnas intressen deltog Max Oker-Blom i utformandet av stadgarna och han valdes 1910 enhälligt till Finlands läkarförbunds första ordförande.
Finlands Läkarförbund delar sedan 2005 ut ett Max Oker-Blom pris på 10.000 euro till en välförtjänt läkare eller läkarorganisation.

## Familj
Max Oker-Blom fick i äktenskapet med Anna (f. Wallenius) (1865–1930) en son, Edgar Oker-Blom (1891–1975). Nils Oker-Blom var Max Oker-Bloms sonson.

### Populärvetenskap på svenska
- Hos morbror doktorn på landet: En bok för föräldrar. Helsingfors: Förlagsaktiebolaget Helios. 1903. Libris 2945005
- Nervositet och uppfostran: Fyra föredrag. Helsingfors: Hagelstams. 1903. Libris 2945009
- Sexual-hygieniska spörsmål. Helsingfors: Helios. 1904–1906. Libris 2945010
  -  1: För män och manlig ungdom. 1904. Libris 10714376
  -  2: För mödrar och unga kvinnor. 1904
  -  3: För föräldrar och uppfostrare. 1905. Libris 2945011
  -  4: För äkta makar. 1906
- De veneriska sjukdomarna och folkets hälsa. Medicinalstyrelsen utgifna skrifter. Helsingfors. 1906
- Hälsan är min bästa vän: Nordens barn tillegnad af Morbror doktorn. Helsingfors. 1908. Libris 2945006
- Skolungdomens hälsovård: Tre föredrag. Helsingfors: Helios. 1908. Libris 2945007
- Vad Marta fick lära sig hos morbror doktorn på landet: En bok för föräldrar. Helsingfors. 1908. Libris 2945013
- Handledning i sexuell undervisning och uppfostran. Helsingfors: Söderström. 1909. Libris 11133396
- Ekorrens berättelser. Helsingfors: Lilius & Herzberg. 1910
- Hälsolärans grunddrag, för hemmets och skolans behov framställda: 56 avbildn. Helsingfors. 1911. Libris 2945004
- Läkareyrket och dess etik. Helsingfors. 1911. Libris 2945008
- Tuberkulosen: Kort framställning till hemmens och skolornas tjänst. Skrifter utg. av Svenska folkskolans vänner, 70. Helsingfors. 1911. Libris 3061464
- Kring hem och hage: Barnen tillägnad av morbror doktorn. Hfors. 1915. Libris 2751590
- Från läkarens fält 1. Helsingfors: Söderström. 1916. Libris 2945003
- Från läkarens fält 2. Helsingfors: Söderström. 1917. Libris 8857428

### Vetenskapliga verk
- Se: Carpelan, Tor; Tudeer, L. O. Th (1925). Helsingfors universitet: Lärare och tjänstemän från år 1828: 2. L-Ö. Helsingfors: Söderström. sid. 697-700. Libris 12089712